# Bo A. Karlsson
Bo Artur Karlsson, känd som Bo A. Karlsson, född 5 februari 1938 i S:t Matteus församling i Stockholm, död 18 april 2006 i Göteborgs domkyrkoförsamling, var en svensk journalist och gallerist.
Karlsson arbetade efter skolgång på Norra Latin och Schartaus handelsgymnasium under några år inom kontor, varefter han fick en anställning hos bildbyrån IMS, blev bildredaktör och reporter på tidningen Se och sedan redaktör på Saxon & Lindströms förlag. Han grundade 1964 Galleri Karlsson på Vidargatan i Stockholm tillsammans med dåvarande hustrun Eva Karlsson. I galleriet hölls kontroversiella utställningar med bland andra Carl Johan De Geer. Där bildade Bo A. Karlsson Svenska Serieakademin tillsammans med Sture Hegerfors.
Tillsammans med Stellan Nehlmark gjorde han för tidskriften Scanoramas räkning ett antal intervjuer med stora författare som Barbara Cartland, Sven Hassel och Frederick Forsyth. Vissa av artiklarna fick stor spridning via utländsk press.
Bo A. Karlsson var 1961–1974 gift med Eva Isaksson (född 1941) och fick två döttrar. En dotter i detta äktenskap är fotografen Tove Falk Olsson (född 1962), gift med Christian Falk och mor till Vanessa Falk. Därefter var han till sin död sambo med Ingela Lundberg (född 1941) och fick två söner.
Han är gravsatt i minneslunden på Stampens kyrkogård i Göteborg.